# Unione Santa Caterina da Siena delle missionarie della Scuola
Die Unione Santa Caterina da Siena delle missionarie della Scuola (dt.: Missionsschulschwestern,  Ordenskürzel: MdS) ist ein römisch-katholischer Frauenorden. Der Vatikan hat den Orden als „Orden päpstlichen Rechts“ anerkannt.
Die Ordensgemeinschaft mit Schwerpunkt in Lehr- und Erziehungsausbildung wurde am 30. April 1917 durch Sr. Luigia Tincani gegründet. Neben dem Hauptsitz in der Via Appia Antica in Rom gibt es Niederlassungen in Indien, Italien, Pakistan, Niederlande und Polen. 
1939 gründeten die Ordensschwestern die Freien Universität Maria Himmelfahrt (Libera Università Maria SS. Assunta, LUMSA).